# Ace Combat: Assault Horizon Legacy
Az Ace Combat: Assault Horizon Legacy, Japánban Ace Combat 3D: Cross Rumble (エースコンバット 3D クロスランブル; Hepburn: Ēsu Konbatto Surī Dī Kurosu Ranburu) akciójáték, az Ace Combat 2 remake-je, melyet az Access Games fejlesztett és a Namco Bandai Games jelentetett meg, kizárólag Nintendo 3DS kézikonzolra. A játékról alkotott első vélemények 2011 júliusában, az Official Nintendo Magazine szaklapban jelentek meg, illetve ugyanebben a hónapban az IGN is jelentést tett a játékról. A játék nemzetközi címe ellenére nem az Ace Combat: Assault Horizon közvetlen folytatása, sőt vajmi kevés köze van hozzá. A játék eredeti japán változata támogatja a Circle Pad Pro kiegészítőt.
2015. január 29-én megjelent Japánban a játék feljavított változata, az Ace Combat: Assault Horizon Legacy Plus (エースコンバット 3D クロスランブル ＋; Hepburn: Ēsu Konbatto Surī Dī Kurosu Ranburu Purasu), mely támogatja az Amiibo-figurákat, illetve frissítették az irányítását a New Nintendo 3DS új gombjaihoz. A feljavított verzió 2015 februárjában jelent meg Észak-Amerikában és Európában.

## Cselekmény
A játék cselekménye az Ace Combat 2 történetének kidolgozottabb változata. Négy évvel a belka háború után az useai kontinens nemzetei az Oseai Föderáció és a Yuktobaniai Köztársaságok Uniója közötti kardcsörtetéstől tartva megegyeznek, hogy egyesítik erőiket így létrehozva egy harmadik nagyhatalmat. A délvidéki useai nemzetek azonban Oseai Föderációhoz való csatlakozáson elmélkednek, miután az katonai egyezményt ígért nekik. A többi useai nemzet ellenzi ezt, de a délvidéki országok mégis beleegyeznek a szerződébe. Ezen országok konzervatív katonai állománya puccsot hajt végre a szerződés aláírásának napján, a felkeléshez a többi useai nemzet is csatlakozik. Az useai kormány a teljes összeomlástól tartva „harci becsület hadművelet” néven offenzívát indít a Scarface különleges harcászati osztag vezetésével.
Ugyan az Assault Horizon Legacy remake, azonban olyan, az Assault Horizonból visszatérő tervezett vadászgépek is szerepelnek benne mint például, a Boeing F–15SE Silent Eagle vagy az ötödik generációs Szuhoj PAK FA.

## Fogadtatás
Az Ace Combat: Assault Horizon Legacy pozitív kritikai fogadtatásban részesült, a Metacritic gyűjtőoldalon 37 kritika alapján 71/100-as, míg a GameRankingsen 25 teszt alapján 72,28%-os átlagpontszámon áll. A Nintendo Power szaklap írója 7,5/10-es pontszámmal értékelte a játékot, kiemelve, hogy az „Ugyan meglehet, hogy az Ace Combat: Assault Horizon Legacy nem egy tartalmas kaland, azonban mivel virtuálisan minden, ami oly nagyszerűvé teszi a Namco Bandai hosszúéletű sorozatát itt megtalálható, így megéri vele játszani.” Az IGN 8 pontot adott a játékra, dicsérve annak „gyönyörű környezeteit” és meggyőző háromdimenziós effektjeit, de kritizálva a rövid történetmódját és a többjátékos mód hiányát.